# Арманяко-бургундска гражданска война
Гражданската война между арманяките и бургундците е френска гражданска война между два клона на френското кралско семейство от 1407 до 1435 г. Тя се води по времето, когато Франция бива опустошена от Стогодишната война срещу англичаните и войните около Папската схизма. В резултат на нея арманяките признават независимостта на Бургундия, а Англо-бургундският съюз се разпада.